# Трофайах
Трофайах (нем. Trofaiach) — город в Австрии в федеральной земле Штирия. 
Входит в состав округа Леобен.  Население составляет 11.339 человека (на 2012 года). Занимает площадь 143,25 км². Официальный код  —  6 11 20.

## История
Во время Второй мировой войны в Трофайахе располагался принудительный трудовой лагерь (нем. Zwangsarbeiterlager) для подневольных рабочих и военнопленных из стран, оккупированных нацистской Германией, которым приходилось работать на оружейных заводах в районе Леобена. После окончания войны до начала января 1946 года британская военная администрация на несколько месяцев расквартировала в нём до 1500 еврейских беженцев, так называемых перемещённых лиц, большая часть которых прибыла из Венгрии и эмигрировала в Палестину.

## Политическая ситуация
Бургомистр коммуны — Mario Abl (СДПА) по результатам выборов 2013 года.
Совет представителей коммуны (нем. Gemeinderat) состоит из 31 мест.
- СДПА занимает 15 мест.
- КПА занимает 7 места.
- АНП занимает 4 места.
- BL занимает 2 места.
- АПС занимает 2 место.
- Зелёные занимают 1 место.